# Bay County (Florida)
Bay County is een county in de Amerikaanse staat Florida.
De county heeft een landoppervlakte van 1.978 km² en telt 148.217 inwoners (volkstelling 2000). De hoofdplaats is Panama City.

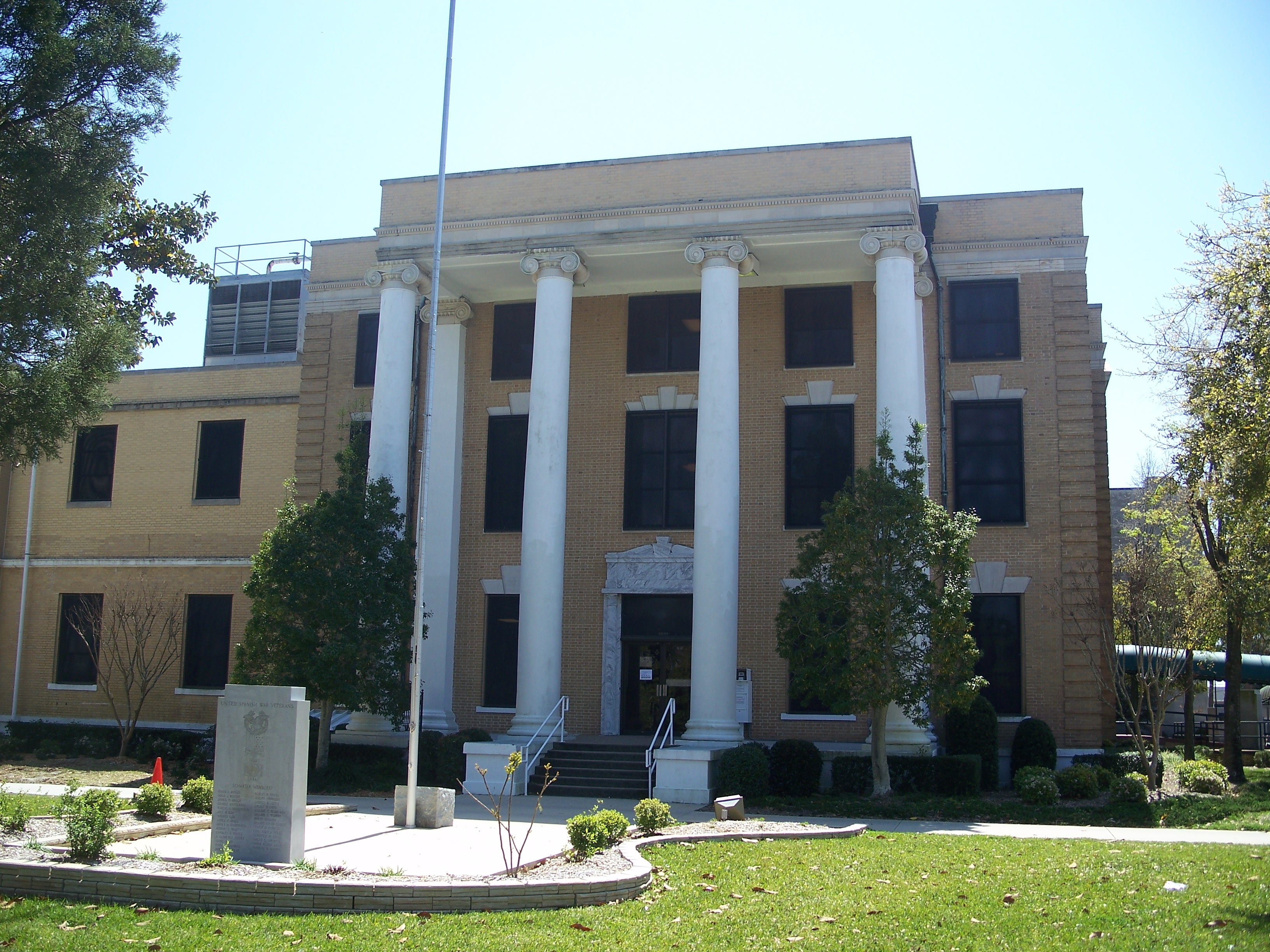
Bay County Courthouse